# ウィエンノーンロン郡
ウィエンノーンロン郡（ウィエンノーンロンぐん）はタイ北部・ラムプーン県にある郡（アムプー）である。

## 名称
ウィエンノーンローンとは「水に流す沼の城壁都市」と言う意味である。

## 歴史
伝説によればハリプンチャイ王国の時代、チャーマデーヴィーによって建設されたと伝えられる。当時の名前はウィエンカーホーンであった。
1995年4月1日、ウィエンノーンローンはパーサーン郡からタムボン・ノーンロン、タムボン・ノーンユワン、タムボン・ワンパーンの3のタムボンが分離して分郡として成立した.
2007年5月15日の政府の決定により81の分郡が郡に昇格することとなった。これにともないウィエンノーンローンはパーサーン分郡は郡（アムプー）に昇格し、同年8月24日の官報の発行により公的に昇格が確認された。

## 地理
郡はピン川の形成した平地に位置する。郡の主な河川はピン川である。
交通は南北に国道1010号線が通っており、南にバーンホーン方面、北にドーイロー方面に通じる。また、国道1156号線が東に、1031号線が同様に東にのびており、それぞれラムプーン、パーサーン方面と通じる。

## 経済
郡内の主な産業は農業であり、主な生産品はリュウガン、コメ、ニンニク、ワケギである。

## 行政区分
郡は3のタムボンにわかれ、さらにその下位に24の村（ムーバーン）がある。自治体（テーサバーン）があり以下のようになっている。
- テーサバーンタムボン・ワンパーン・・・タムボン・ワンパーン全体

また、郡内には2のタムボン行政体（オンカーンボーリハーンスワンタムボン）がある。
1. タムボン・ノーンロン・・・ตำบลหนองล่อง
2. タムボン・ノーンユワン・・・ตำบลหนองยวง
3. タムボン・ワンパーン・・・ตำบลวังผาง